# Mail Submission Agent
Ein Message Submission Agent (MSA) ist ein Server, der E-Mails von einem Mail User Agent entgegennimmt und einem Mail Delivery Agent oder Mail Transfer Agent übergibt.
Traditionell nehmen Mail Transfer Agents solche E-Mails entgegen. Während Mail Transfer Agents auf dem Port 25 erreichbar sind, ist für Message Submission Agents der Port 587 vorgesehen.
Weil Mail Transfer Agents ursprünglich für die Kommunikation untereinander konzipiert waren, wuchs mit der Zunahme einliefernder Mail User Agents das Problem Spam. Mail User Agents sind nicht mittels Domain Name System überprüfbar, sodass für sie zu einer Abfrage von Benutzername und Passwort umgeschaltet werden muss. Zunächst ging man den Umweg SMTP-After-POP und schob dann SMTP-Auth ein. Durch Message Submission Agents können Mail Transfer Agents wieder davon entlastet werden. Die beiden Server können genau auf ihre jeweilige Aufgabe zugeschnitten werden.
Das Extended Simple Mail Transfer Protocol ist für Message Submission Agents obligatorische Grundlage.